# Menhir de la Pierre
Le menhir de la Pierre est un menhir situé au lieu-dit la Grande Pierre, sur la commune de Ceaucé, dans le département français de l'Orne.

## Historique
Le menhir fait l’objet d’un classement au titre des monuments historiques depuis le 25 novembre 1976.

## Description
Le menhir est constitué d'un bloc de grès alors que le sous-sol rocheux est granitique. Il a été érigé au sommet d'un versant dominant la vallée de la Varenne. De forme parallélépipédique, il s'élève à 1,35 m au-dessus du sol mais serait enterré sur environ 1/3 de sa hauteur totale.
Des blocs de calage furent découverts au pied du menhir lors d'une fouille en 1932. Aucun objet ne fut recueilli a cette occasion.

### Liens
- Ressource relative à l'architecture :   - Mérimée